# Тетрахлороаурат(III) серебра
Тетрахлороаурат(III) серебра — неорганическое соединение, соль металла серебра и золотохлористоводородной кислоты с формулой Ag[AuCl4]. При нормальных условиях представляет собой оранжево-красные призматические кристаллы.

## Получение
- Действие тетрахлороаурата(III) водорода на раствор нитрата серебра(I):

{\displaystyle {\mathsf {HAuCl_{4}+AgNO_{3}\ {\xrightarrow {H_{2}O}}\ Ag[AuCl_{4}]+HNO_{3}}}}

## Свойства
Тетрахлороаурат серебра(III) образует оранжево-красные кристаллы.